# Heros (geslacht)
Heros is een geslacht van straalvinnige vissen uit de familie van de cichliden (Cichlidae).

## Soorten
- Heros efasciatus Heckel, 1840
- Heros notatus (Jardine, 1843)
- Heros severus Heckel, 1840
- Heros spurius Heckel, 1840